# أولاد اسبع (أولاد ابراهيم)
أولاد اسبع هو دُوَّار يقع بجماعة بوخريص، إقليم خريبكة، جهة بني ملال خنيفرة في المملكة المغربية. ينتمي الدوّار لمشيخة أولاد ابراهيم التي تضم 5 دواوير. يقدر عدد سكانه بـ 135 نسمة حسب الإحصاء الرسمي للسكان والسكنى لسنة 2004.

## روابط خارجية
- البوابة الوطنية للجماعات الترابية
- المندوبية السامية للتخطيط